# Caymanøerne ved sommer-OL 2016
Caymanøerne deltog ved Sommer-OL 2016 i Rio de Janeiro som blev arrangeret i perioden 5. august til 21. august 2016.

## Medaljer
| 2016 Rio de Janeiro | Guld | Sølv | Bronze | Total |
| Caymanøerne         | 0    | 0    | 0      | 0     |

## Svømning

### Resultater
| Dato      | Disciplin | H/D    | Udøver          | Indledende heat | Indledende heat | Semifinale          | Semifinale          | Finale              | Finale              |
| Dato      | Disciplin | H/D    | Udøver          | Tid             | Placering       | Tid                 | Placering           | Tid                 | Placering           |
| --------- | --------- | ------ | --------------- | --------------- | --------------- | ------------------- | ------------------- | ------------------- | ------------------- |
| 6. august | 400 m fri | Herrer | Geoffrey Butler | 4:07,87         | 48              | N/A                 | N/A                 | ude af konkurrencen | ude af konkurrencen |
| 7. august | 100 m ryg | Damer  | Lara Butler     | 1:04,98         | 29              | ude af konkurrencen | ude af konkurrencen | ude af konkurrencen | ude af konkurrencen |